# Annette Mierswa
Annette Mierswa (Mannheim, 30 oktober 1969), is een Duitse schrijfster van kinder- en jeugdboeken. Enkele van haar boeken zijn naar het Nederlands en andere talen vertaald.
In haar boeken schrijft Mierswa onder meer over maatschappelijke problemen. Onderwerpen als gescheiden ouders (Lola auf der Erbse), de gevaren van sociale media (Instagirl) en de gevaren van de modellenwereld (Niet jouw girl) schuwt zij niet.

## Verfilming
Lola auf der Erbse is in 2013 verfilmd, waarna de film in 2014 is uitgebracht in de bioscoop.

## Prijzen en nominaties
- Le voyage de Samson is genomineerd voor de 'Prix Chronos 2017' in de categorie CM1-CM2.[2]
- Not your Girl heeft de KIMI-Siegel 2019 ontvangen.[3]